# Tim Hightower
Timothy Michael Hightower, detto Tim (Santa Ana, 23 maggio 1986), è un giocatore di football americano statunitense che milita nel ruolo di running back per i New Orleans Saints della National Football League (NFL).

## Biografia

### Arizona Cardinals
Dopo avere giocato al college a football all'Università di Richmond, Hightower fu scelto nel corso del quinto giro (149º assoluto) del Draft NFL 2008 dagli Arizona Cardinals. Nella sua prima stagione segnò dieci touchdown su corsa nella stagione regolare e altri tre nei playoff per un totale di 13, un record per un rookie dei Cardinals. Nella finale della NFC segnò il touchdown della vittoria di Arizona che portò la squadra a disputare il primo Super Bowl della sua storia, poi perso contro i Pittsburgh Steelers. Giocò coi Cardinals per altre due stagioni, in cui segnò otto e cinque touchdown rispettivamente.

### Washington Redskins
Il 31 luglio 2011, Hightower fu scambiato coi Washington Redskins, dove giocò come titolare le prime cinque gare della stagione, prima di rompersi il legamento crociato anteriore. Il 31 agosto 2012, con l'emergere di Alfred Morris, fu svincolato.

### New Orleans Saints
Nel 2015, dopo quattro anni lontano dalla NFL, Hightower firmò con i New Orleans Saints. Con l'infortunio di Mark Ingram divenne titolare nell'ultimo mese della stagione, correndo 122 yard e 2 touchdown nella settimana 16, prestazione per cui fu premiato come miglior running back della settimana.

## Palmarès

### Franchigia
- National Football Conference Championship: 1

Arizona Cardinals: 2008

### Individuale
- Running back della settimana: 1

16ª del 2015

## Statistiche
| Partite totali      | 60    |
| Partite da titolare | 43    |
| Yard corse          | 2.363 |
| Touchdown su corsa  | 27    |

Statistiche aggiornate alla settimana 16 della stagione 2016